# 瑞光夜市
22°41′10″N 120°30′15″E / 22.686077°N 120.504302°E
瑞光夜市，位於屏東縣屏東市瑞光路三段、華正路一帶，是屏東市唯二全年無休的夜市之一。2021年3月31日，因地主決定以2億元將土地售出，並於同年四月份完成整體拆除作業，擁有20多年的瑞光夜市也正式宣布走入歷史。

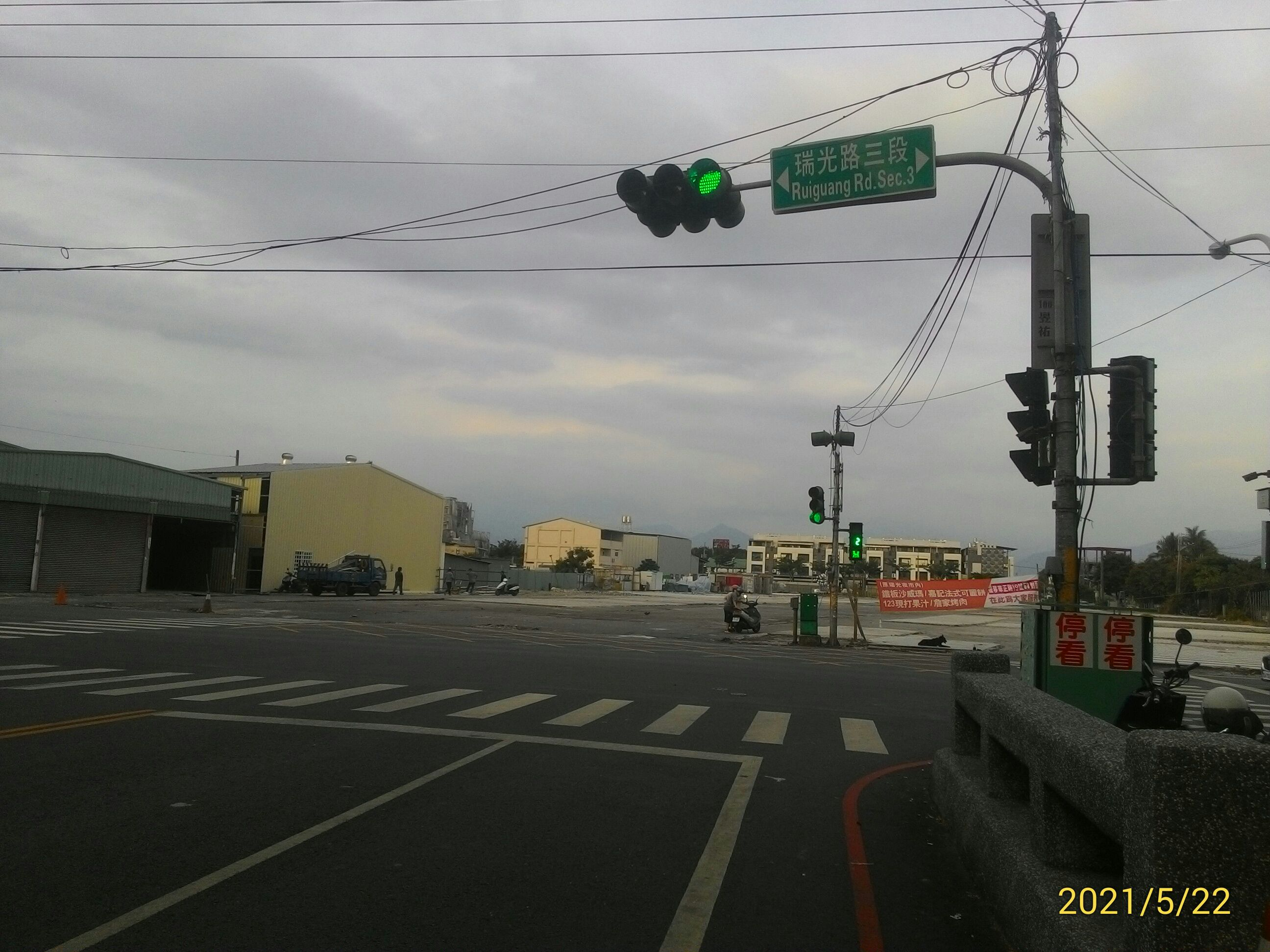
已完成拆除的瑞光夜市